# Jodi Huisentruit
Jodi Sue Huisentruit (5 tháng 6 năm 1968 - k. 27 tháng 6 năm 1995) là một biên tập viên, phóng viên người Mỹ cho KIMT, chi nhánh của CBS tại Thành phố Mason, Iowa. Huisentruit biến mất vào sáng sớm ngày 27 tháng 6 năm 1995, ngay sau khi nói với một đồng nghiệp rằng cô đã ngủ quên và đang đi làm muộn. Vì có dấu hiệu của một cuộc đấu tranh bên ngoài căn hộ của cô, Huisentruit được cho là đã bị bắt cóc. Tuy nhiên, các cuộc điều tra đã không phát hiện ra bất kỳ manh mối nào về sự biến mất của cô. Cô được tuyên bố là đã chết hợp pháp vào năm 2001.

## Đầu đời
Jodi Huisentruit sinh ra và lớn lên ở Long Prairie, Minnesota, là con gái út của Maurice Nicholas Huisentruit (1920–1982) và Imogene L. "Jane" Huisentruit (nhũ danh Anderson, 1923–2014). Ở trường trung học, Huisentruit chơi golf rất xuất sắc. Được coi là một tài năng đầy triển vọng, cô và đội của mình đã giành chiến thắng trong giải đấu Hạng A của bang trong cả hai năm 1985 và 1986. Sau khi tốt nghiệp trung học, cô tiếp tục vào Đại học St. Cloud, nơi cô học truyền thông đại chúng và giao tiếp bằng lời nói, tốt nghiệp bằng cử nhân năm 1990. Công việc đầu tiên của Huisentruit sau khi tốt nghiệp là với hãng hàng không Northwest Airlines. Cô bắt đầu sự nghiệp phát thanh viên của mình với công ty liên kết của CBS là KGAN ở Cedar Rapids, Iowa, với tư cách là trưởng văn phòng thành phố Iowa của đài, sau đó trở lại Minnesota để làm việc tại công ty liên kết của ABC là KSAX ở Alexandria. Huisentruit sau đó trở lại Iowa tại chi nhánh KIMT của CBS ở thành phố Mason.

## Mất tích
Một ngày trước khi mất tích, Huisentruit đã tham gia một giải đấu golf. Theo John Vansice, cư dân thành phố Mason, sau đó cô đã đến nhà anh để xem một đoạn băng video tự làm về lễ kỷ niệm sinh nhật mà anh đã sắp xếp cho cô vào đầu tháng.
Vào khoảng 4 giờ sáng thứ Ba, ngày 27 tháng 6 năm 1995, nhà sản xuất của KIMT, Amy Kuns, không thấy Huisentruit làm việc như đã hẹn, vì vậy cô đã gọi đến căn hộ của Huisentruit. Khi Huisentruit trả lời điện thoại, cô ấy giải thích rằng đã ngủ quên và đang chuẩn bị lên đường đến nhà ga. Tuy nhiên, đến 6 giờ sáng cô vẫn chưa đến, vì vậy Kuns đã điền vào chương trình Daybreak buổi sáng cho cô. Vào khoảng 7 giờ sáng, nhân viên KIMT đã gọi cho cảnh sát thành phố Mason.
Khi cảnh sát đến căn hộ của Huisentruit, họ tìm thấy chiếc Mazda Miata màu đỏ trong bãi đậu xe, các bằng chứng khác cho thấy một cuộc xô xát đã diễn ra. Các vật dụng cá nhân bao gồm cả chìa khóa ô tô, được rải khắp khu vực và cảnh sát cho biết đã thu hồi được một dấu vân tay không xác định trên xe của cô.

## Điều tra
Các nhà điều tra đã phỏng vấn ít nhất ba người hàng xóm trong khu chung cư của Huisentruit, họ nói rằng đã nghe thấy tiếng la hét vào khoảng thời gian cô chuẩn bị đi làm. Ngoài ra, một người hàng xóm gần đó cho biết đã nhìn thấy một chiếc xe tải màu trắng đang đậu với đèn và động cơ chạy trong bãi đậu xe của Huisentruit vào khoảng thời gian đó. Chiếc xe tải không bao giờ được xác định một cách tích cực.
Vào tháng 9 năm 1995, gia đình Huisentruit đã thuê các thám tử từ McCarthy & Associates Investigative Services, Inc. (MAIS) ở Minneapolis, Minnesota, họ đã nhờ đến sự hỗ trợ của Omaha, Nebraska, điều tra viên Doug Jasa. McCarthy và Jasa đã xuất hiện trên một số chương trình truyền hình quốc gia, bao gồm cả America's Most Wanted và Unsolved Mysteries. Vào tháng 11 năm 1995, họ và các thành viên trong gia đình Jodi đã đến Los Angeles, California để gặp gỡ ba nhà ngoại cảm. Cuộc gặp này đã được truyền hình và làm thí điểm cho chương trình truyền hình Psychic Detectives. Mặc dù mỗi chương trình tạo ra một số khách hàng tiềm năng, nhưng không có kết quả nào dẫn đến bằng chứng cụ thể hoặc xác định được nghi phạm.
Vào tháng 5 năm 1996, khoảng 100 tình nguyện viên đã tìm kiếm một khu vực của Quận Cerro Gordo và để lại những lá cờ để đánh dấu bất cứ điều gì có vẻ khả nghi. Mỗi địa điểm này sau đó đã được cơ quan thực thi pháp luật kiểm tra lại, nhưng không có bằng chứng nào được tìm thấy. Cảnh sát và các nhà điều tra đã thực hiện hơn 1.000 cuộc phỏng vấn, nhưng không có kết quả nào đưa ra bằng chứng kết luận chỉ ra một nghi phạm. Huisentruit được tuyên bố là đã chết hợp pháp vào tháng 5 năm 2001.
Khi các trường hợp mới phát sinh có vẻ giống với Huisentruit, hoặc bất hài cốt được phát hiện trong khu vực, suy đoán nhanh chóng dẫn đến mối liên hệ với người báo mất tích. Tuy nhiên, không có nghi phạm nào được xác định và tất cả những gì được phát hiện cho đến nay đều được chứng minh là từ các nguồn khác. Năm 2005, nhiều hãng truyền thông, bao gồm cả 20/20, tập trung vào câu chuyện khi kỷ niệm 10 năm Huisentruit mất tích.
Vào đầu tháng 6 năm 2008, bản sao của 84 trang tạp chí cá nhân của Huisentruit đã được gửi nặc danh đến một tờ báo địa phương. Mason City Globe Gazette nhận được tài liệu trong một phong bì lớn không có địa chỉ trả lại và có dấu bưu điện ngày 4 tháng 6 từ Waterloo. Tạp chí gốc đã thuộc quyền sở hữu của cơ quan thực thi pháp luật kể từ khi cuộc điều tra bắt đầu. Trong vòng vài ngày, Cảnh sát Thành phố Mason báo cáo rằng người gửi đã đến và được xác định là vợ của cựu cảnh sát trưởng Thành phố Mason. Mặc dù cựu cảnh sát trưởng đã mang một bản sao của tạp chí về nhà khi ông rời nhiệm sở, cảnh sát không đưa ra động cơ nào về việc tại sao người phụ nữ lại gửi nó đến tờ báo.
Vào tháng 5 năm 2015, tất cả 100 thành viên của Hạ viện Iowa đã ký một lá thư yêu cầu Thành phố Mason tuyên bố ngày 27 tháng 6 năm 2015 là "Ngày Jodi Huisentruit" để tưởng nhớ cô và tất cả các nạn nhân trong các vụ án chưa được giải quyết. Điều này cuối cùng đã bị từ chối.
Vào tháng 3 năm 2017, một lệnh khám xét được thực hiện đối với John Vansice, nhằm tìm kiếm dữ liệu GPS cho hai chiếc xe. Tính đến năm 2020, Sở cảnh sát thành phố Mason và Phòng điều tra hình sự Iowa vẫn đang tích cực điều tra vụ mất tích của Huisentruit.